# Waterlillies
Waterlillies, auch The Waterlillies, sind ein US-amerikanisches Duo, das mit dem Instrumentalisten und Produzenten Ray Carroll und der Sängerin Jill Alikas-St. Thomas den Genres Electronica, Pop und Trip-Hop zuzuordnen ist. Es veröffentlichte zwei Alben, Envoluptuousity und Tempted, sowie mehrere Singles, von denen 1994 Tempted Platz vier und 1995 Never Get Enough Patz eins in den Charts für Dance Club Songs belegen konnten.

## Diskografie

### Alben
- 1992: Envoluptuousity (Sire Records)
- 1994: Tempted (Sire Records)

### Singles und EPs
- 1992: Tired of You (Sire Records, Reprise Records, Kinetic Records)
- 1992: Sunshine Like You (Sire Records, Reprise Records, Kinetic Records)
- 1993: Tempted (Sire Records)
- 1994: Never Get Enough (Sire Records, Reprise Records)

### Kompilationen
- 1994: D:Ream / Waterlillies – Goodwill Goodtimes (Sire Records, Reprise Records)